# Tramway d'Ankeng
 (octobre 2022).
Si vous disposez d'ouvrages ou d'articles de référence ou si vous connaissez des sites web de qualité traitant du thème abordé ici, merci de compléter l'article en donnant les références utiles à sa vérifiabilité et en les liant à la section « Notes et références ».
Le tramway d'Ankeng (chinois : 安坑輕軌, anglais : Ankeng LRT, code K) est une ligne de tramway à Nouveau Taïpei opérée par New Taipei Metro, nommée d’après les districts qu’elle connecte : Xindian. Elle possède 9 stations desservant, du nord au sud, les districts de Xindian. Avec 8 kilomètres.

## Stations
| Code | Nom anglais                                 | Nom chinois  | Districts | Temps de trajet entre les stations | Temps d'arrêt à la station | Date d'ouverture | Notes                                            |
| ---- | ------------------------------------------- | ------------ | --------- | ---------------------------------- | -------------------------- | ---------------- | ------------------------------------------------ |
| K1   | Shuangcheng                                 | 雙城         | Xindian   |                                    |                            | 02-2023          |                                                  |
| K2   | Rose China Town                             | 玫瑰中國城   | Xindian   |                                    |                            | 02-2023          |                                                  |
| K3   | Taipei Xiaocheng                            | 台北小城     | Xindian   |                                    |                            | 02-2023          |                                                  |
| K4   | Cardinal Tien Hospital Ankang Branch        | 耕莘安康院區 | Xindian   |                                    |                            | 02-2023          |                                                  |
| K5   | Jinwen University of Science and Technology | 景文科大     | Xindian   |                                    |                            | 02-2023          |                                                  |
| K6   | Ankang                                      | 安康         | Xindian   |                                    |                            | 02-2023          |                                                  |
| K7   | Sunshine Sports Park                        | 陽光運動公園 | Xindian   |                                    |                            | 02-2023          |                                                  |
| K8   | Xinhe Elementary Schoo                      | 新和國小     | Xindian   |                                    |                            | 02-2023          |                                                  |
| K9   | Shisizhang                                  | 十四張       | Xindian   |                                    |                            | 02-2023          | Transfert pour la ligne circulaire(Taipei Metro) |